# Ayao
Ayao je oriša (božstvo) v panteonu karibského nábožensrtví Santería. Je orišou vzduchu. Ayao pobývá v lese a v oku tornáda. Spolupracuje s Osainem a je divokou bojovnicí. Mezi její atributy patří kuše se symbolem hada, brk a devět kamenů. Je obvykle umisťována vedle její sestry Oya. Její barvy jsou hnědá a zelená.